# 간자

간자의 위치

간자(영어: Ganja, 아제르바이잔어: Gəncə 갠재 [ɟænˈd͡ʒæ], 아르메니아어: Գանձակ 간자크, 러시아어: Гянджа́ 갼자[*])는 아제르바이잔의 도시로 인구는 30만 명이다. 아제르바이잔에서 인구가 두 번째로 많은 도시이다.
러시아 제국 시절에는 알렉산드르 1세의 황후인 옐리자베타 알렉세예브나의 이름을 딴 옐리자벳폴(러시아어: Елизаветполь), 소련 시절이었던 1935년부터 1991년까지는 세르게이 키로프의 이름을 딴 키로바바트(러시아어: Кировабад)로 불렸다. 과거에는 아제르바이잔 민주 공화국의 수도였다.
과거 페르시아 출신의 아제르바이잔인 시인 니자미의 출생지 등으로 유명하다. 1991년에는 니자미의 영묘가 건설되었다. 시내에는 공항이 들어서 있다.

## 간자 시의 역사
5세기에 건설되었다. '간자'라는 지명의 유래는 여러 학설이 있는데 그 중 페르시아어의 '간지(페르시아어: گنج ganj, '보물'이라는 뜻)'가 어원이라는 설이 유력하다.
이 지방은 상업・문화의 중심으로 발전했지만 1139년에 일어난 지진, 1231년에 몽골인의 침입으로 쇠퇴하기 시작했다. 사파비 왕조가 이곳을 지배하기 시작하자 다시 부흥했다. 1747년 아바스 1세의 통치 시절에는 일시적으로 아바사바드(페르시아어: عباس‌آباد Abbasabad)로 변경되기도 했으며 간자 칸국의 수도가 되었다. 페르시아-러시아 전쟁 후인 1813년 10월 굴리스탄 조약에 의해 러시아령으로 변했다. 알렉산드르 1세는 자신의 아내인 옐리자베타 알렉세예브나를 기념하기 위해서 이 도시의 이름을 옐리자벳폴로 바꿨다.
1918년 바쿠가 붉은 군대에게 점령당하자 일시적으로 아제르바이잔 민주공화국의 수도가 되었다. 1920년에 소비에트 정부가 아제르바이잔 소비에트 정부를 수립하자 도시 이름은 간자로 환원되었다. 1935년 이오시프 스탈린은 혁명가 세르게이 키로프를 기념하기 위해 이 도시를 키로바바트로 개칭했지만 1991년 아제르바이잔이 독립하면서 도시는 옛 이름인 간자로 환원되었다.

## 기후
| 간자의 기후 | 간자의 기후 | 간자의 기후 | 간자의 기후  | 간자의 기후 | 간자의 기후  | 간자의 기후  | 간자의 기후  | 간자의 기후  | 간자의 기후  | 간자의 기후 | 간자의 기후 | 간자의 기후 | 간자의 기후   |
| 월 | 1월         | 2월         | 3월          | 4월         | 5월          | 6월          | 7월          | 8월          | 9월          | 10월        | 11월        | 12월        | 연간          |
| --- | ----------- | ----------- | ------------ | ----------- | ------------ | ------------ | ------------ | ------------ | ------------ | ----------- | ----------- | ----------- | ------------- |
| 역대 최고 기온 °C (°F)                                                                                           | 22.8 (73.0) | 25.0 (77.0) | 28.0 (82.4)  | 35.6 (96.1) | 39.5 (103.1) | 39.2 (102.6) | 42.0 (107.6) | 41.7 (107.1) | 38.8 (101.8) | 33.4 (92.1) | 29.0 (84.2) | 23.3 (73.9) | 42.0 (107.6)  |
| 일평균 최고 기온 °C (°F)                                                                                         | 7.8 (46.0)  | 8.6 (47.5)  | 13.8 (56.8)  | 19.2 (66.6) | 25.0 (77.0)  | 30.4 (86.7)  | 32.4 (90.3)  | 31.8 (89.2)  | 26.7 (80.1)  | 20.3 (68.5) | 13.0 (55.4) | 9.2 (48.6)  | 19.9 (67.7)   |
| 일일 평균 기온 °C (°F)                                                                                           | 3.3 (37.9)  | 4.3 (39.7)  | 8.2 (46.8)   | 13.1 (55.6) | 18.7 (65.7)  | 23.8 (74.8)  | 26.3 (79.3)  | 26.1 (79.0)  | 21.1 (70.0)  | 15.3 (59.5) | 8.8 (47.8)  | 4.6 (40.3)  | 14.5 (58.0)   |
| 일평균 최저 기온 °C (°F)                                                                                         | 0.8 (33.4)  | 1.1 (34.0)  | 4.0 (39.2)   | 9.2 (48.6)  | 14.3 (57.7)  | 18.6 (65.5)  | 21.2 (70.2)  | 20.9 (69.6)  | 16.5 (61.7)  | 11.5 (52.7) | 5.5 (41.9)  | 2.2 (36.0)  | 10.5 (50.9)   |
| 역대 최저 기온 °C (°F)                                                                                           | −17.8 (0.0) | −15.2 (4.6) | −12.0 (10.4) | −4.4 (24.1) | 1.5 (34.7)   | 5.8 (42.4)   | 10.4 (50.7)  | 10.5 (50.9)  | 2.8 (37.0)   | −0.6 (30.9) | −7.9 (17.8) | −13.0 (8.6) | −17.8 (0.0)   |
| 평균 강수량 mm (인치)                                                                                            | 12.5 (0.49) | 13.2 (0.52) | 24.1 (0.95)  | 27.9 (1.10) | 35.6 (1.40)  | 32.6 (1.28)  | 17.3 (0.68)  | 15.1 (0.59)  | 23.6 (0.93)  | 25.4 (1.00) | 19.4 (0.76) | 9.7 (0.38)  | 256.4 (10.08) |
| 평균 강수일수 (≥ 1.0 mm)                                                                                         | 4           | 5           | 5            | 6           | 9            | 7            | 3            | 4            | 3            | 6           | 3           | 4           | 59            |
| 평균 강설일수 | 3           | 5           | 2            | 0.2         | 0            | 0            | 0            | 0            | 0            | 0.4         | 1           | 2           | 14            |
| 평균 상대 습도 (%)                                                                                               | 71          | 71          | 68           | 70          | 68           | 61           | 59           | 61           | 65           | 74          | 76          | 74          | 68            |
| 평균 월간 일조시간                                                                                               | 120         | 113         | 141          | 182         | 229          | 267          | 278          | 252          | 212          | 168         | 123         | 115         | 2,200         |
| 출처 1: 독일 기상청 (평년값: 1991년~2020년, 극값: 1890년~현재, 강수일수: 1971년~1990년, 일조시간: 1961년~1990년) |             |             |              |             |              |              |              |              |              |             |             |             |               |
| 출처 2: Pogoda.ru.net                                                                                            |             |             |              |             |              |              |              |              |              |             |             |             |               |

## 자매 도시
- 러시아 모스크바
- 미국 뉴어크
- 조지아 루스타비
- 조지아 쿠타이시
- 튀르키예 이즈미르
- 러시아 데르벤트
- 튀르키예 카르스
- 튀르키예 이즈미르

## 같이 보기
- 민개체비르
- 나흐츠반 (도시)
- 게벨레